# Meiko (Vocaloid)
MEIKO là một chương trình phần mềm tổng hợp giọng hát Vocaloid được sản xuất bởi Yamaha Corporation. Giọng của cô được lấy mẫu từ Meiko Haigō. Cô đã biểu diễn tại buổi hòa nhạc trực tiếp trên sân khấu như một hình chiếu hoạt hình cùng với các Vocaloid khác của Crypton Future Media (như Hatsune Miku). Cô là Vocaloid thứ 3 từng được phát hành và là giọng tiếng Nhật đầu tiên.
Tên của những nhân vật đến trực tiếp từ giọng nói của cô cung cấp tên của "Haigō Gumi". MEIKO tên mã là Yamada Hanako (山田花子), một tên nữ, và tiếng Nhật tương đương với "Jane Smith". "Châu á", cũng là một tên coi trong sự phát triển của mình.

## Phát triển
MEIKO đã được phát triển bởi Yamaha  và phân phối bởi Crypton Future Media. Giọng của cô đã được tạo ra từ mẫu giọng của ca sĩ  Meiko Haigō trong một trình điều khiển tông và âm điệu.

### Phần mềm bổ sung
Một bản cập nhật Vocaloid 2 cho MEIKO đã được phát triển, nhưng lại bị hủy bỏ do không đúng thời hạn. Một bản beta của giọng hát đã được sử dụng trong dự án Hatsune Miku and Future Stars: Project Mirai.
Vào 4 tháng 2 năm 2014, một phiên bản mới của MEIKO, có tên MEIKO V3 đã được phát triển cho phần mềm Vocaloid 3, phát hành với 5 gói tông giọng khác nhau của MEIKO: Power, Straight, Dark, Whisper, và English. Ngoài ra, khi được nhập vào máy, 4 giọng tiếng Nhật cũng có thể truy cập chức năng Vocaloid 4 Cross-Synthesis (XSY).

## Marketing
MEIKO đã được đón nhận một cách tích cực và bán chạy hơn so với đối tác của cô, KAITO, ban đầu phổ biến nhất trong hai người. Trong một thời gian dài cô đã trở thành Vocaloid bán chạy nhất của Crypton Future Media bán được hơn 3,000 sản phẩm. Nó kết thúc sau sự xuất hiện của Hatsune Miku. 3,000+ sản phẩm là gấp ba lần số lượng cô cần để được xếp loại phát hành thành công.
Đến năm 2010, trong khi KAITO xuất hiện trong bảng xếp hạng doanh số bán chạy nhất của Crypton, MEIKO đã giảm dần sự nổi tiếng, nhận được sự chú ý ít nhất trong các Crypton Vocaloids. Cũng trong năm đó, MEIKO xếp hạng 7 trong danh sách phần mềm Vocaloid phổ biến của Crypton Future Media, cũng là thứ hạng thấp nhất. Vào 10 tháng 12 năm 2011, MEIKO, cùng với Kagamines append, là ba gói phần mềm Vocaloid duy nhất không nằm trong top 10.
Một tháng sau phát hành của MEIKO V3, MEIKO chiếm được vị trí số 1 trên bảng xếp hạng. Đây là lần đầu tiên MEIKO có được vị trí này từ khi bắt đầu được xếp hạng. Dù vậy, vị trí số 1 này không tồn tại được lâu, và cô đã rớt xuống vị trí thứ 3 vào tháng 4. Sự sụt giảm này nhanh hơn nhiều so với KAITO V3, người đã giữ được vị trí này vài tháng sau khi phát hành. Sự phổ biến của MEIKO nhanh chóng bị xếp sau KAITO V3, thường là sau một hoặc hai vị trí. Tháng, 2014, MEIKO V3 rớt xuống vị trí thứ 6, trong khi KAITO V3 vẫn đứng ở vị trí thứ 3, chỉ xếp sau Hatsune Miku V3 người đã chiếm lấy hạng nhất và nhì trong bảng xếp hạng. Đồng thời, cô cũng bị mất thứ hạng với sự trở lại bảng xếp hạng từ phần mềm Kagamine Rin\Len Vocaloid 2.

## Đặc điểm
Crypton xác nhận rằng hình ảnh của MEIKO trên gói sản phẩm không phải là hình ảnh đại diện cho cô, nhưng sự xuất hiện dựa trên anime của cô đã thu hút khán giả chính thống và đã góp phần giúp phần mềm bán chạy.
Với bản V3, hình ảnh trên hôp đã hoàn toàn được chấp nhận như linh vật chính thức của cô.
| Tên                   | MEIKO |
| Phát hành             | 5 tháng 11 |
| Suggested Genre       | Rock, metal, alternative, dance, pop, folk, ethnic tune, ballad, jazz, post-rock, electronic                    |
| Suggested Tempo       | 65-180bpm (V3 Power), 70-160bpm (V3 Straight), 60-165bpm (V3 Dark), 65-150bpm (V3 Whisper), 100-130bpm (V3 ENG) |
| Suggested Vocal Range | B2-F4 (V3 Power), A2-E4 (V3 Straight), G2-C4 (V3 Dark), A2-C4 (V3 Whisper), B2-B3 (V3 ENG)                      |

## Sản phẩm âm nhạc
MEIKO có hơn 2,400 bài hát và một trong số đó, "悪食娘コンチータ (Evil Food Eater Conchita)", bởi Akuno-P, được coi là một trong số những bài hát thành công nhất của cô với hơn 1,000,000 views trên Nico Nico Douga.